# O' Horten
O' Horten es una película noruega dirigida por Bent Hamer. El título de la película es el nombre del personaje Odd Horten, un maquinista a punto de retirarse. El día de su jubilación se encuentra en una situación inesperada que lo lleva a reconsiderar su vida. Como en otras películas de Hamer los temas recurrentes son la soledad y la vejez, y el coraje que se necesita para tomar las oportunidades. O' Horten ha sido descrita como una película sin una trama o cronología clara. 
El elenco principal de la película cuenta principalmente con actores noruegos y daneses, incluyendo a Bård Owe, Espen Skjønberg, y Ghita Nørby. También hay muchos cameos de varios artistas reconocidos de Noruega, tales como la esquiadora de esquí Anette Sagen. El músico y compositor noruego John Erik Kaada fue quien escribió la música. La película recibió buenas críticas en general, y fue seleccionada para Un Certain Regard en el Festival de Cannes. Skjønberg recibió un galardón en los premios Amanda como Mejor Actor de Reparto.

## Argumento
Odd Horten es un hombre cauteloso de 67 años que está a punto de jubilarse tras cuarenta años trabajando como maquinista de la ruta que conecta Oslo con Bergen. Al despertar realiza una meticulosa rutina mientras se prepara para su penúltima vez viajando hacia Bergen. Cuando llega a su destino tiene una conversación con Svea, quien es la dueña de la casa donde se hospeda y a quien posiblemente no vuelva a ver.
Al regresar a Oslo. sus colegas organizan una fiesta de despedida pero Odd, quien es muy tímido, se siente incómodo al recibir tanta atención. Cuando la fiesta continúa en el departamento de uno de sus colegas, Odd por accidente queda fuera del lugar. Él llega a la habitación de un chico luego de utilizar un andamio para alcanzar la ventana del departamento. El chico le pide que se quede hasta que se duerma, pero es Odd quien se duerme primero. Al día siguiente no alcanza el tren que debía conducir en su último día de trabajo. Odd se queda en la plataforma sin un punto fijo en su vida, y solo con un vacío que se extiende delante de él. 
A continuación hay una seguidilla de escenas en las que no se sabe con exactitud a quien pertenecen. Odd va a la casa de retiro en la que se encuentra su madre, quien padece de demencia senil y pasa sus días mirando por la ventana. Esto le recuerda su inminente vejez. Mientras Odd se encuentra en un restaurante, la policía llega y arresta al cocinero. En la tienda donde normalmente compra el tabaco para su pipa se entera de que la dueña ha fallecido. Cuando decide vender su bote se enfrenta a una serie de desgracias luego que el comprador, quien trabaja en un aeropuerto, le pregunta si pueden encontrarse en la zona de seguridad del aeropuerto. Al ir a la piscina pública, Odd extravía sus zapatos luego del cierre de esta. Cuando se marcha de ese lugar, encuentra un par de botas rojas de color rojo. .
Por casualidad se encuentra con otro hombre de su edad, Trygve Sissener, quien es mucho más espontáneo que él y quien se ha quedado dormido en la calle cubierta de nieve. Ambos pasan la tarde conversando y bebiendo en la casa de Sissener, lo que lleva a Odd a darse cuenta de cosas de su propia vida. Una de ellas es que su madre, quien tenía un espíritu libre, fue una saltadora de esquí, pero él nunca tuvo el coraje para practicar este deporte. Ahora él siente que la ha decepcionado al no haber aprovechado su vida y probar cosas nuevas. 
En la madrugada Sissener sugiere que ambos conduzcan con los ojos vendados. Esta hazaña resulta sorprendentemente bien, pero Sissener muere cuando estaciona el auto. Odd queda con la responsabilidad de cuidar el perro de Trygve y con la urgente sensación de vivir su vida al máximo. Se dirige a la colina de salto de esquí Holmenkollen, donde tiene una visión de su madre saltando cuando era joven. Él toma la decisión y comienza  a realizar el salto. Odd, quien por primera vez no utiliza su chaqueta de maquinista, toma el tren a Bergen, donde Svea lo está esperando felizmente en la plataforma.

## Reparto principal
- Bård Owe como Odd Horten: La "O" en O' Horten es por Odd. El nombre "Odd" es bastante común entre los hombres de Noruega y no tiene el mismo significado que la palabra inglesa "odd" (extraño), aunque algunos han relacionado con esto la película y las cualidades bizarras del personaje. A pesar de no haber tenido la intención de hacer un juego de palabras, Hamer ha dicho que "conoce el significado de la palabra en ingles, y este no hace daño". Owe nació en Noruega y ha pasado la mayor parte de su carrera en Dinamarca, donde es conocido principalmente por la audiencia contemporánea de Riget, la serie de Lars von Trier. Sin embargo, su carrera se extiende desde Gertrud, la clásica película de 1964 de Theodor Dreyer. Bård Owe también ha trabajado en el teatro, la televisión y en más de treinta películas, aunque esta es la primera en la que tiene el rol principal.
- Espen Skjønberg como Trygve Sissener: Trygve vive solo en una de las partes mejor acomodadas de Oslo y cuando conoce a Odd está feliz de tener a alguien con quien compartir unos tragos. Skjønberg ha sido parte del teatro y cine noruego desde 1945, y tuvo su debut siendo niño, en el año 1937. También ha recibido muchos premios, entre ellos un galardón honorífico de los Premios Amanda, en el 2004.
- Ghita Nørby como Señora Deinboll: La señora Deinboll trabaja en la tienda donde Odd compra tabaco. Nørby es una reconocida actriz en Dinamarca, donde se le ha llamado "la primera dama del teatro danés". También había trabajo en Noruega en 1996, cando interpretó el papel de Marie Hamsun en la película Hamsum.
- Henny Moan como Svea: Henny Moan interpreta el papel de la mujer que trabaja en la casa donde Horten se hospeda mientras está en Bergen. Hay una conexión especial entre ambos personajes. Moan ha trabajado en películas desde 1955, y al momento de filmar O' Horten ella recién se había retirado de una larga carrera en el teatro.
- Bjørn Floberg como Flo.
- Kai Remlov como Steiner Sissener.
- Por Jansen como Maquinista.
- Bjarte Hjelmeland como Conductor.
- Trond Viggo Torgersen como Opsahl.
- Anette Sagen como joven Vera Horten.

## Producción
La película tiene muchos cameos de actores reconocidos y otras celebridades, lo que fue posible gracias a reputación de Hamer como director. Su película anterior, Factotum, fue una producción internacional basada en la novela de Charles Bukowski, y protagonizada por Matt Dillon, Lili Taylor y Marisa Tomei. Algunas de las apariciones en O' Horten son relativamente breves: por ejemplo, Nørby aparece en pantalla por menos de tres minutos, mientras que el animador noruego Trond Viggo Torgensen solo aparece por 59 segundos. Antes de su estreno el 26 de diciembre de 2007 hubo un preestreno para los periodistas el 22 de ese mismo mes. Luego de esto se realizó una cena para todos los periodistas en el restaurant Valkyrien en Oslo, donde Odd Horten es un cliente habitual.
Dentro del reparto, uno de las más originales fue el primer papel cinematográfico de Anette Sagen, la campeona mundial de salto de esquí. Sagen, quien tenía 22 años en ese momento, interpretó una versión más joven de la madre de Owe. 
Hamer ya había considerado a Sagen para este papel cuando casualmente se encontró con ella en el Museo de Esquí Holmenkollen. Sin saber con quien estaba hablando, Hamer mencionó que estaba filmando una película en ese lugar y que quería que Anette Sagen fuera parte de ella. La razón por la cual la madre de Owe practica salto de esquí es porque la propia madre de Hamer practicaba ese deporte. La película se ha descrito como un tributo a todas las mujeres que practican el salto de esquí. Incluso Sagen se había visto involucrada en controversias relacionadas con el acceso que tienen las mujeres a participar en competencias y lugares para practicar de forma profesional. Casualmente, Sagen y Owe provienen del mismo pueblo noruego Mosjøen. 
La aparición de dos hombres solitarios es un tema recurrente en las películas de Hamer, como se vio también en Eggs (1995) y Kitchen Stories (2003). Sin embargo, él ha descrito que esta película se trata en su misma cantidad sobre "la mujeres que dieron vida a estos hombres". Hamer también tiene una gran fascinación por los trenes y como inspiran los escenarios de sus películas, por lo que había deseado hacer una película utilizando este tema.

## Recepción
Los periódicos noruegos Verdens Gang y Dagbladet le dieron una puntuación de 6. Jon Selås, quien trabaja en VG, dijo que era "una película acerca de vivir" y la elogió por su "filosofía existencial aplicada". Vegard Larsen tuvo algunas objeciones con ciertas escenas innecesarias, pero sin embargo consideró que la película cumplió con las altas expectativas que existían gracias las anteriores películas de Hamer. Por otro lado, Ingunn Økland de Aftenposten, sintió que O' Horten no fue el mejor trabajo del director, y solo la clasificó con cuatro puntos. A pesar de todo, Økland destacó la buena calidad de la película, en especial el rodaje y la banda sonora creada por John Erik Kaada.
A pesar de recibir una buena crítica, la película no fue un éxito de taquilla en Noruega. La venta de tickets solo alcanzó la suma de 35.000, y Hamer expresó su decepción con esta cifra, mientras esperaba que el lanzamiento del DVD tuviese más éxito. La película si tuvo más aceptación internacionalmente y se vendió a cuarenta países. En el año 2009, la cantidad de espectadores en los Estados Unidos ya había superado a los de Noruega.

## Banda sonora
La banda sonora de la película fue estrenada en el 2008, bajo el nombre de Music from the Motion Picture O' Horten. Fue compuesta en su totalidad por el cantante y musico noruego experimental Kaada. Este álbum destaca por su estilo instrumental y experimental, característico del compositor.